# Сакујеу (Клуж)
Сакујеу (рум. Săcuieu) насеље је у Румунији у округу Клуж у општини Сакујеу. Oпштина се налази на надморској висини од 620 m.

## Становништво
Према подацима из 2011. године у насељу је живело 666 становника.